# 豊田市立朝日小学校
豊田市立朝日小学校（とよたしりつ あさひしょうがっこう）は、愛知県豊田市朝日町にある公立小学校。

## 概要
- 逢妻町（一部）、朝日町、栄町4丁目（一部）、貞宝町、日南町、花丘町、丸根町、宮上町2丁目（一部）、宮上町3丁目（一部）、横山町 が校区である。公立中学校に進学する場合は豊田市立崇化館中学校へ進学する [1]。

## 沿革
- 1973年（昭和48年）4月 - 豊田市立挙母小学校から分離し、開校。

## 交通アクセス
- 名鉄三河線豊田市駅下車、徒歩約30分。
- 愛知環状鉄道線新豊田駅下車、徒歩約25分。
- とよたおいでんバス【21系統】保見・豊田線「朝日町7丁目」バス停より徒歩すぐ。

## 周辺施設
- 豊田工業高等専門学校
- 豊田市立崇化館中学校
- 豊田市立挙母小学校
- 豊田市立朝日幼稚園
- 豊田朝日郵便局
- 碧海信用金庫豊田朝日支店
- トヨタ自動車貞宝工場